# معهد وول ستريت لتعليم الإنجليزية
معاهد وول ستريت لتعليم اللغة الإنجليزية هي مجموعة من معاهد تعليم اللغة الإنجليزية للبالغين من الأفراد والشركات حول العالم. وقد أنشئت وول ستريت في عام 1972 في إيطاليا على يد السويسري - إيطالي الأصل لويجي تيزيانو بيشينيني. في الوقت الحاضر تدير الشركة أكثر من 400 مركزا منتشرة في 28 دولة في أفريقيا، آسيا، أوروبا، أمريكا الجنوبية ومنطقة الشرق الأوسط. تقع المراكز الأقليمية في بالتيمور، ماري لاند في الولايات المتحدة الأمريكية، برشلونة ولكسمبورج. في عام 2005 انتقلت وول ستريت إلى مجموعة «كارلايل» الخاصة هذا بالإضافة إلى مجموعة «سيتي» والتي تعتبر مستثمر آخر في معاهد وول ستريت مع العلم بأن معاهد وول ستريت لا ترتبط بأي حال من الأحوال بشارع وول ستريت الشهير في نيويورك ولا بجريدة وول ستريت.
ويعتبر أسلوب وول ستريت خليطا من أساليب تعليم اللغة، حيث تقدم الدروس التفاعلية مع الفصول التقليدية، مدرسون من أهل اللغة، بالإضافة إلى الأنشطة الترفيهية. ومن خلال هذا الأسلوب يستطيع الطلاب أن يستمعوا ويقرؤوا ويكتبوا ويتكلموا ويمارسوا الإنجليزية. مايميز وول ستريت في جميع أنحاء العالم هو أن جميع الطلاب والموظفين يتكلموا فقط الإنجليزية داخل المركز.
بعد دراسة تمت بالتعاون مع جامعة كامبريدج قسم تعليم اللغة الإنجليزية لغير الناطقين بها، أثبتت مناهجج وول ستريت لتعليم الإنجليزية كفاءتها لتتواءم مع مواصفات المجلس الأوروبي للغات.
قامت معاهد وول ستريت لتعليم اللغة الإنجليزية بتعليم ما يزيد عن مليوني طالب موزعين على أكثر من 450 مركز في 28 دولة حول العالم.

## تاريخ المعهد
تم افتتاح أول مراكز وول ستريت في العام 1972 في إيطاليا، وخلال عامين افتتحت 24 مركزا في جميع أرجاء إيطاليا. وفي العام 1983 بدأت وول ستريت بالانتشار والتوسع خارج إيطاليا. في نهاية الثمانينيات انتشرت وول ستريت في أوروبا لتصبح اسما معروفا في القارة الأوروبية. بعد ذلك استمر التوسع وتحديدا عند بداية التسعينيات حيث تم افتتاح مراكز في المكسيك، شيلي، وفينزويللا. وفي نهاية التسعينيات وصلت معاهد وول ستريت منطقة الشرق الأوسط ثم قارة آسيا.
و في العام 1997م تم بيع وول ستريت لمجموعة «سيلفان لأنظمة التعليم» وبعد ذلك في العام 2005 م انتقلت لتنضم لمجموعة «كارلايل» العالمية، واخيرا في عام 2010 تم التعاقد مع شركة بيرسون العالمية حتى الآن

## طرق التعليم
مركز تحسين المحادثة
حصة المواجهة
حصة تكميلية
النادي الاجتماعي

## المستويات
سرفايفال (مبتدئ)
واي ستيج (متوسط)
واي ستيج برو (جديد)
أبر واي ستيج (فوق متوسط)
أبر واي ستيج برو (جديد)
ثريشلد (متقدم)
ثريشلد برو (جديد)
مايلستون (متقدم محترف)
ماستري (محترف)

## الانتشار الدولي
تمتلك وول ستريت فروع في: الأرجنتين، البرازيل، شيلي، الصين الشعبية، كولومبيا، جمهورية التشيك، الدومنيكان، الإكوادور، فرنسا، ألمانيا، هونغ كونغ، إندونيسيا، إسرائيل، إيطاليا، المكسيك، بيرو، البرتغال، روسيا، السعودية، سنغافورة، كوريا الجنوبية، إسبانيا، سويسرا، تايوان، تايلاند، تركيا وفنزويلا.

## المملكة العربية السعودية
مع تميزها العالمي، تعتبر معاهد وول ستريت من أفضل معاهد تعليم اللغة الإنجليزية في السعودية  وذلك من خلال فروعها المنتشرة في:
- جدة 4 فروع «3 فروع للرجال وفرع للنساء»
- الرياض ثلاث فروع الأول في طريق الملك عبد العزيز الفرعي والثاني في الدائري مخرج 24 (تم اتسحداثه في عام 2013) كلاهما للرجال وفرع للسيدات بطريق الملك عبد الله، الخبر فرع واحد
- المدينة المنورة فرعين «فرع للرجال وفرع للنساء»
- أبها فرعان «فرع رجال وفرع نساء»
- الطائف يوجد بها فرعان فرع لنساء والاخر رجال"
- مكة المكرمة فرعان فرع للرجال (حي الخالدية) وفرع للسيدات (حي الشوقية)
- وكذلك في القطيف وجازان والقصيم ونجران والخرج وتبوك وخميس مشيط والأحساء وحائل.

## المغرب
يوجد فرع واحد في المغرب في مدينة الدار البيضاء.

## الأرجنتين
في الأرجنتين يوجد ما يزيد عن الست فروع.

## الصين
يوجد بها أكثر من 39 فرع منتشرة في بيانج 11 فرع، شانقهاي 10 فروع، شينزين 6 فروع، جوانقزهو 5 فروع، تيانجين 3 فروع، كينجادو فرعين، وهنجازهو فرعين.

## الإكوادور
يوجد بها 5 فروع.

## هونغ كونغ
يوجد بها 5 فروع.

## إندونيسيا
يوجد بها أكثر من 3 فروع.

## المكسيك
يوجد بها 18 فرع، 11 منها تقع في ميكسيكو سيتي.

## روسيا
يوجد بها 3 فروع تقع في موسكو.

## سنغافورة
يوجد بها فرع واحد فقط.

## كوريا الجنوبية
يوجد بها عدد من الفروع المنتشرة في سامسونج، جونقنو، بوسان ومدن أخرى.

## إسبانيا
يوجد بها حاليا 8 فروع منتشرة في مدريد، فالينسيا ومدن أخرى.

## تايوان
يوجد بها أكثر من سبع فروع.

## تايلاند
يوجد بها عدد من الفروع مقسمة ما بين فروع الأفراد والشركات تقريا.

## تركيا
يوجد بها أكثر من 10 فروع.

## فنزويلا
يوجد بها 11 فرعا، 6 منها في كاراكاس.

## ألمانيا
يوجد بها 37 فرع. 5 فروع في برلين و4 فروع في ميونخ والبقية في بون، بريمن، دورتموند، دوزيلدورف، ايسن، فرانكفورت، هامبورغ، هانوفر، كارلسرو، كولون، ليبزيغ، مانهيم، نورمبيرغ، شتوتغارت، ووايزبايدن.

## إمتحانات دولية لإِتْقان اللغة الإنجليزية
- الاختبار الدولي لإتقان الإنجليزية أو iTEP.